# Rachel Leskovac
Rachel Leskovac (Bradford, 6 giugno 1976) è un'attrice e cantante inglese, attiva in campo teatrale e televisivo.

## Biografia
Ha debuttato a teatro nel 1999 nel musical Spend, Spend, Spend, per cui ottenne ottime recensioni e una candidadura al Laurence Olivier Award alla migliore attrice in un musical. Da allora si è dedicata quasi esclusivamente alla televisione, recitando in serie TV e soap opera come Coronation Street e Hollyoaks.

## Filmografia

### Televisione
- Heartbeat - serie TV, 2 episodi (1999-2002)
- Peak Practice - serie TV, 1 episodio (2001)
- Where the Heart Is - serie TV, 6 episodi (2002)
- Casualty - serie TV, 1 episodio (2002)
- Holby City - serie TV, 26 episodi (2003-2004)
- Fuorilegge - serie TV, 1 episodio (2004)
- Doctors - serie TV, 1 episodio (2005)
- Coronation Street - serie TV, 134 episodi (2008-2010)
- Shameless - serie TV, 2 episodi (2012)
- Accused - serie TV, 1 episodio (2012)
- Law & Order: UK - serie TV, 1 episodio (2013)
- Happy Valley - serie TV, 3 episodi (2014)
- Hollyoaks - serie TV, 69 episodi (2015-2016)
- Creeped Out - Racconti di paura - serie TV, 1 episodio (2017)